# Doubravka Svobodová
Doubravka Svobodová (* 11. března 1956 Praha) je česká divadelní ředitelka, pedagožka, příležitostná divadelní režisérka a herečka. Působila jako dlouholetá ředitelka Divadla v Řeznické a Divadla Na zábradlí, v letech 2013 až 2021 působila jako děkanka Divadelní fakulty Akademie múzických umění v Praze.

## Život

### Mládí
Narodila se v Praze. Roku 1982 vystudovala obor organizace a řízení divadel na DAMU, roku 1986 pak zakončila pokračovací studium divadelní a filmové vědy FF UK. Od roku 1982 až 1993 působila jako ředitelka Divadla v Řeznické. Od roku 1988 zároveň působila jako umělecká vedoucí amatérského souboru Příšerné děti tvořený především studenty gymnázia Botičská, se kterým jako režisérka a občasná herečka uváděla inscenace, mj. v Divadle v Řeznické. Roku 1993 pak obsadila stejnou pozici v Divadle Na zábradlí, reorganizovaném po úmrtí Jana Grossmana. Ve stejném roce do divadla nastoupil jako umělecký šéf režisér Petr Lébl, divadlo pak patřilo k tehdy nejvýraznějším souborům v Česku s mimořádnými domácími i zahraničními úspěchy. Od roku 1992 působí rovněž na DAMU jako pedagožka na oboru divadelní produkce, roku 2013 pak po dvacetiletém působení odešla z Divadla Na zábradlí a stala se děkankou Divadelní fakulty AMU. V této funkci působila do března 2021, novým děkanem se stal Karel František Tománek.
Po Sametové revoluci působila rovněž od roku 1998 v souboru Studio Láďa, kde účinkovala například v uváděných dramatech rovněž herecky angažovaného Ladislava Smoljaka (Hymna aneb Urfidlovačka, Malý Říjen a další). V epizodních rolích se také objevila v několika celovečerních filmech.

## Herecká filmografie
- Andělé všedního dne (2014)
- Perfect Days – I ženy mají své dny (2011)
- Tajnosti (2007)
- Nuda v Brně (2003)
- Báječná léta pod psa (1997)
- Don Gio (1992)